# Kána (Magyarország)
Kána középkori falu volt a mai Budapest területén. Az Újbuda-Tóváros Lakópark építkezései nyomán felszínre került falut 2003 és 2005 között tárták fel. Ez a legnagyobb ismert Árpád-kori falu. A feltárás után a lakópark építése miatt a falut visszatemették, csak a templom romjai maradtak a felszínen. A 2009 májusában megnyílt Európa Park egyik célja helytörténeti kiállítás és skanzen kialakítása, valamint az apátság emlékhelyének kialakítása.

## Elhelyezkedése
Kána a mai Budapest területén, a XI. kerülethez tartozó Kőérberek-Tóváros városrészben, a Balatoni út - MÁV 1-es számú vasútvonala - Kőér-patak - volt Vasvári laktanya által határolt, kb. 22 hektáros területen fekszik.

## A falu
A falu feltehetőleg a 12. század közepén jött létre, fénykorát 1200 körül élte. A település Apa bán birtoka lehetett, aki 1148-58 között szerepel a forrásokban, mint II. Géza király bizalmasa. Kána a tatárjárás idején sem pusztult el.
A falu nevét egy 1325-ös határleírásból ismerjük, ahol Nevegy falu  határaként említik. Szerepel az 1361-es hegyvám-elengedő oklevélben, egy 1412-es oklevél pedig egy kánai születésű apácát említ. Nem ismert, hogy lakói mikor hagyták el a falut, de háborús pusztításnak, tűzvésznek vagy egyéb csapásnak nem kerültek elő nyomai.
Kána területén kb. 200 földbe mélyített ház, egy faragott kövekkel díszített templom, közel 1100 sírt tartalmazó temető, több mint kétszáz kemence (közülük kettőt teljes épségben mentettek ki, az egyik a Budapesti Történeti Múzeumban látható) valamint gazdag üvegcserép-, pénz- és kerámia-leletanyag került elő. A falutól nem messze bencés apátság működött.
A házak utcák nélkül, látszólag szabálytalan elrendezésű csoportokban találhatóak, egymástól sövény választotta el őket. Az udvarokon szabadtéri tűzhelyek és hulladékgödrök (az egyikben egy tíz év körüli gyermek csontjait, mellette egy csákány fejét találták meg) maradványai kerültek elő. A néhány négyzetméteres félig földbe vájt házak egyik sarkát a kemence foglalta el. A házak alatt néhol fejjel lefelé eltemetett edények kerültek elő, melyekbe kést, tojáshéjat, bronztűt helyeztek el, ami a rossz szellemek távoltartását szolgálta. A lakosság gazdálkodásában fontos szerepet játszott a szőlőművelés, melynek több eszköze (pl. több metszőkés) is előkerült.

## Temploma
Kána temploma két periódusban épült. Az első templom egy 10x6 méteres, félköríves szentélyzáródású épület volt, hajója 4,4x4,1 méteres volt. Építése a 12. század második felére tehető. Egy kisebb területen az egy méter széles kőfal alsó kősora, a többi helyen csak az alapozás maradt fenn. A építés különlegessége, hogy a fal külső és belső része kváderkövekből (téglatest formájúra faragott kövekből) épült, a közöttük lévő részt pedig megmunkálatlan kvarchomokkő tömbökkel töltötték fel. A 12. századi falusi templomok nagyon ritkán épültek kváderkövekből. 1200 körül a templomot kibővítették: nyugat felé 7 méterrel meghosszabbították. Az északnyugati falban két lábazati elemet találtak, melyek valószínűleg a karzat tartóoszlopai voltak. Ikerablakok és a bélletes kapuzat egyes elemei is előkerültek.
A templom már feltárásakor, 2004-ben műemléki védelmet kapott, majd a Budapesti Történeti Múzeumban elkészült egy falszakasz rekonstrukciója. 2006-08 között a helyszínen elkészült a maradványok bemutatása, mely szabadon látogatható.

## Temetője
Kána temetőjében 1077 sírt tártak fel. Ezek egy ovális alakú, 48x56 méteres területen veszik körbe a templomot és egymás alatt két-három szinten helyezkednek el. A halottak túlnyomó többségét kelet-nyugat irányban, háton fekve temették el. A sírok közel 40%-át faragott kövekkel bélelték ki. Bélelt sírok több helyen, például a közeli apátság környékén is előkerültek, de ilyen nagy számban Magyarországon sehol sem találhatóak meg. A kövek nagy része mészkőből faragott téglatest alakú kő, de vannak épületekből származó és a templom átépítése során idekerült kövek is.
A halottaknak „mindössze” 1/4-e gyermek, viszonylag kevés köztük a csecsemő. Az elhunytak között a férfiak és nők aránya egyenlő, a legtöbben 40-60 éves korukban haltak meg.
A 12-13. századi sírleletek szegényebbek a korábbiaknál, ekkor már csak a túlvilági útra szánt pénzt tették a sírba. Előkerültek viszont a ruházathoz tartozó tárgyak: vas és bronz csatok, egy bronz melltű, ezüst gyűrűk, 55 darab S-végű hajkarika, bronz medál, egy csont kereszt és egy virágmintás bronz csat.

## Apátsága
Az apátság helyén eredetileg egy 11. századi templom állt, melyet a 13-14. században építettek át négyszögletes alaprajzú, belső udvaros bencés apátsággá. A templom mellett korábban a kegytárgyak tárolására szolgáló épületet lebontották, a templom pedig a kegyúri család temetkezőhelye lett. 
Több korszakban is átépítették, a 15. századból több apátjának neve is ismert. A 15. század végén tűzvész pusztította el, és bár a 16. század elején újraépítették, a török támadások korában végleg elhagyták. Romjait 1889-ben fedezték fel újra, sokáig tévesen a Szent Szabina templommal azonosították. A romok azonosítása az oklevelekből ismert kánai apátsággal 1982-ben sikerült Győrffy Györgynek. Az apátságot 1982 és 1989 között tárták fel H. Gyürky Katalin vezetésével, a munkálatokról 1996-ban könyv is készült. Az apátság védőszentjének azonosítása csillagászati módszerek bevetésével sem sikerült. Az ásatások során egy 12. századi velencei ezüstpénz, valamint kerámiából készült fazekak, üstök, palackok, fémből készült kések, ollók, sarlók, kapák, kengyelek, csatok, csengők, továbbá üvegtárgyak és kőfaragványok kerültek elő.
A lakott területektől viszonylag távol, egy 202 
méteres magaslaton található apátságot a 2000-es évekre teljesen benőtte a növényzet és elborította a környékbeli telektulajdonosok illegálisan lerakott szemete. Ennek megtisztítására 2008 októberében vállalkozott a Hulladék Munkaszövetség és a Mi és Te Egyesület.